# Дніпровсько-Донецька нафтогазоносна область
Дніпровсько-Донецька нафтогазоносна область — у східній частині України, в межах Чернігівської, Сумської, Полтавської, Дніпропетровської, Харківської, Донецької і Луганської областей. Виявлено 45 продуктивних горизонтів.

## Історія
Дніпровсько-Донецька нафтогазоносна область виділена в 1950-ті роках, з перспективною площею близько 78 тис. км². Промислова розробка родовищ ведеться з 1952 р.

## Характеристика
Основні родовища нафти залягають на глибині до 4500 м, газу — 5000…5800 м. Нафта малосірчиста, густина її 850…860 кг/м3. Газ метановий. Всього в межах області відкрито 121 родовище, з них 17 нафтових (найбільші — Гнідинцівське, Леляківське), 37 нафтогазових (Качанівське, Гибальське та ін.), 67 газових і газоконденсатних (найбільші — Шебелинське, Євремівське, Західно-Хрестищенське, Мелихівське).
Нафтові й газові поклади пов'язані з нещільними зонами порід кристалічного фундаменту й відкладами девонського, кам'яновугільного, пермського, тріасового і юрського періодів. Вони містяться в теригенних і карбонатних породах. Нафта малосірчиста, містить багато легких фракцій, густина її 850—860 кг/м³. Газ метановий (до 98,5 %), сума важких вуглеводнів змінюється від десятих часток до декількох %. Кількість продуктивних горизонтів — 45, потужність нафтогазоносних відкладів близько 1000 м. Нафтові відклади залягають переважно на глибині до 4500 м, газові і газоконденсатні — до 5000-6000 м. Найбільші родовища газу — Шебелинське, Західно-Хрестищинське, Єфремівське (сумарні запаси перевищують 970 млрд м³ і зростають). Найбільші нафтові родовища — Леляківське, Гнідницівське, Глинсько-Розбищівське, які дали понад 70 % нафти Дніпровсько-Прип'ятської нафтогазоносної провінції.